# 周正志
周正志（1949年11月26日—2018年2月14日），前台湾拳击运动员。祖籍福建；出生於台北。就讀於永樂國小、成淵國中，畢業於台中體專。曾連獲10屆拳擊冠軍。總計十年拳壇生涯身經123戰，以115勝8負之戰績，榮獲「台灣拳王」的美名，曾獲「全國青年獎章」。

## 生平
周正志從中學時期便充分的展現了運動天份，獲得體操、單槓等多項運動比賽冠軍，並於1968年到1976年在臺灣連續拿了10年的拳擊冠軍，也因其驚人的不敗的紀錄，使其於70年代有「台灣拳王」的美名。1976年更因其專業突出的表現入選為1976年夏季奧林匹克運動會中華民國代表團，代表臺灣參加過蒙特婁夏季奧運會。
近年醉心於陳年品茗、精緻古玩及養身保健，於上海經營「正志康雍乾」茶莊，專司陳年普洱茶收藏與古玩玉器、珍貴奇石鑑賞交流及買賣。
1979年，被電影公司發掘，與謝玲玲、陳淑芳及蔡弘等人同台飆戲，擔任國語電影「勝利者」 一片的男主角。該片由黃永和監製，黃衍聰導演，帝星有限公司出品發行。
曾任蒙特婁奧運會拳擊隊隊長、中華民國拳擊協會行政組組長、台北市南芳里 里長、前立法委員魏耀乾辦公室主任。
著有「拳擊運動入門」一書；許仁和校對，中華民國拳擊協會出版，出版日期1978年6月。

## 生涯比賽紀錄
以下比賽名稱為依照參與之比賽名稱及獲得之獎項名稱所列紀錄。
| 時間 | 比賽名稱                                              | 獎項 | 重要事績                       |
| ---- | ----------------------------------------------------- | ---- | ------------------------------ |
| 1968 | 第14屆中上拳賽高中組輕甲級                            | 冠軍 |                                |
| 1968 | 第4屆北部七縣市錦標賽輕甲級                           | 冠軍 |                                |
| 1968 | 民國57年國慶盃輕甲級                                  | 冠軍 |                                |
| 1968 | 中韓拳賽                                              | 冠軍 |                                |
| 1969 | 第15屆中上拳賽高中組輕甲級                            | 冠軍 | 獲全國青年獎章                 |
| 1969 | 全省中南北三區對抗賽                                  | 冠軍 | 獲全國青年獎章                 |
| 1969 | 中北拳擊賽輕甲級                                      | 冠軍 | 獲全國青年獎章                 |
| 1969 | 中韓拳賽                                              | 冠軍 | 獲全國青年獎章                 |
| 1969 | 台灣區錦標賽輕甲級                                    | 冠軍 | 獲全國青年獎章                 |
| 1969 | 第二屆台北市市運會輕甲級                              | 冠軍 | 獲全國青年獎章                 |
| 1970 | 第16屆中上拳賽高中組輕甲級                            | 冠軍 | 國際級比賽冠軍                 |
| 1970 | 台港拳擊對抗賽輕甲級                                  | 冠軍 | 國際級比賽冠軍                 |
| 1970 | 中美對抗賽輕甲級                                      | 冠軍 | 國際級比賽冠軍                 |
| 1970 | 中日友誼賽輕甲級                                      | 冠軍 | 國際級比賽冠軍                 |
| 1970 | 第三屆台北市市運會輕甲級                              | 冠軍 | 國際級比賽冠軍                 |
| 1971 | 第17屆中上拳賽大專組輕甲級                            | 冠軍 | 保送省體專                     |
| 1971 | 民國60年青年盃拳擊賽輕甲級                            | 冠軍 | 保送省體專                     |
| 1971 | 中日友誼賽輕甲級                                      | 冠軍 | 保送省體專                     |
| 1971 | 全國錦標賽輕甲級                                      | 冠軍 | 保送省體專                     |
| 1971 | 第四屆台北市市運會輕甲級                              | 冠軍 | 保送省體專                     |
| 1971 | 第七屆北部錦標賽輕甲級                                | 冠軍 | 保送省體專                     |
| 1972 | 第18屆中上拳賽大專組中丁級                            | 冠軍 | 赴日比賽獲「技術獎」           |
| 1972 | 民國61年青年盃輕甲級                                  | 冠軍 | 赴日比賽獲「技術獎」           |
| 1972 | 台灣區國慶盃中丁級                                    | 冠軍 | 赴日比賽獲「技術獎」           |
| 1972 | 台灣區錦標賽中丁級                                    | 冠軍 | 赴日比賽獲「技術獎」           |
| 1972 | 中日對抗賽輕甲級                                      | 冠軍 | 赴日比賽獲「技術獎」           |
| 1973 | 第19屆中上拳賽大專組中丁級                            | 冠軍 | 獲選第6屆亞洲盃拳擊賽代表      |
| 1973 | 中韓對抗賽輕甲級                                      | 冠軍 | 獲選第6屆亞洲盃拳擊賽代表      |
| 1973 | 中美友誼賽                                            | 冠軍 | 獲選第6屆亞洲盃拳擊賽代表      |
| 1973 | 全國錦標賽輕甲級                                      | 冠軍 | 獲選第6屆亞洲盃拳擊賽代表      |
| 1973 | 中日對抗賽輕甲級                                      | 冠軍 | 獲選第6屆亞洲盃拳擊賽代表      |
| 1973 | 全國99盃拳擊賽輕甲級                                  | 冠軍 | 獲選第6屆亞洲盃拳擊賽代表      |
| 1973 | 當選第6屆亞洲盃拳擊賽輕甲級代表赴曼谷比賽             | 冠軍 | 獲選第6屆亞洲盃拳擊賽代表      |
| 1974 | 全國錦標賽中丁級                                      | 冠軍 | 獲選代表赴韓、越及琉球比賽     |
| 1974 | 奧運選拔賽決選輕甲級                                  | 冠軍 | 獲選代表赴韓、越及琉球比賽     |
| 1974 | 中、日、韓三國拳賽中丁級                              | 冠軍 | 獲選代表赴韓、越及琉球比賽     |
| 1974 | 中棉邀請賽中丁級 註：因級數不同改為表演賽             | 平手 | 獲選代表赴韓、越及琉球比賽     |
| 1974 | 中美對抗賽輕甲級                                      | 冠軍 | 獲選代表赴韓、越及琉球比賽     |
| 1974 | 全國99盃拳擊賽中丁級                                  | 冠軍 | 獲選代表赴韓、越及琉球比賽     |
| 1974 | 全國金手套錦標賽中丁級                                | 冠軍 | 獲選代表赴韓、越及琉球比賽     |
| 1975 | 全國青年盃中丁級                                      | 冠軍 | 獲選蒙特婁奧運代表             |
| 1975 | 入選拔為加拿大奧運會外賽選手賽 註：經過選拔為中丁代表 | 冠軍 | 獲選蒙特婁奧運代表             |
| 1975 | 中、日、韓三國拳賽中丁級                              | 冠軍 | 獲選蒙特婁奧運代表             |
| 1976 | 獲選蒙特婁奧運會拳擊隊隊長                            | 無   |                                |
| 1976 | 赴韓受訓                                              | 無   |                                |
| 1976 | 赴美待命                                              | 無   |                                |
| 1977 | 擔任台灣參加印尼第一屆總統盃國際拳擊賽代表隊教練      | 無   | 轉任教練                       |
| 1978 | 擔任中日拳擊賽中華莒光拳擊隊教練                      | 無   | 擔任中華民國拳擊協會行政組組長 |
| 1978 | 擔任中華民國拳擊協會訓練班教練                        | 無   | 擔任中華民國拳擊協會行政組組長 |
| 1978 | 擔任中國海專拳擊隊教練                                | 無   | 擔任中華民國拳擊協會行政組組長 |
| 1978 | 擔任中華民國拳擊協會行政組組長                        | 無   | 擔任中華民國拳擊協會行政組組長 |